# Stelvio
Stelvio (Stilfs in tedesco) è un comune italiano di 1 150 abitanti della provincia autonoma di Bolzano in Trentino-Alto Adige.

## Geografia fisica

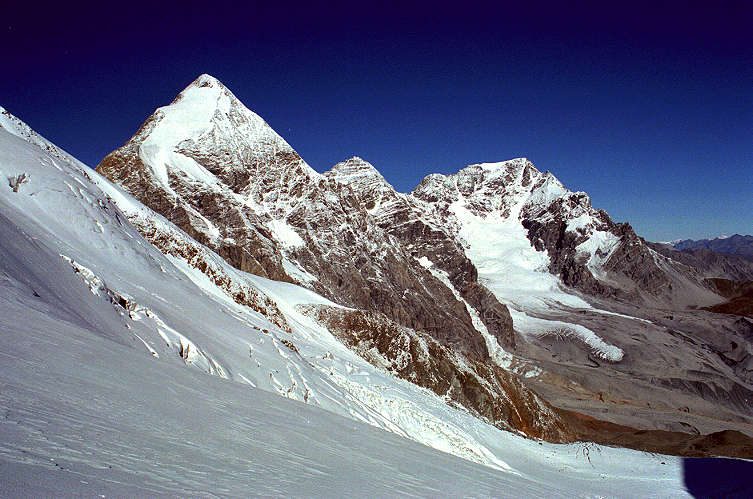
Gran Zebrù, Monte Zebrù, Ortles

Il territorio del comune comprende la val di Solda e la val di Trafoi, due valli laterali della val Venosta.
Ivi si trovano alcune delle più alte montagne delle Alpi Orientali: in particolare l'Ortles (3.906 m s.l.m.), la vetta più alta del Trentino-Alto Adige. Ai suoi piedi si trova altresì il secondo valico stradale più alto d'Europa, il passo dello Stelvio (2.758 m s.l.m.), percorso dalla Strada statale 38.
Il comune di Stelvio conta quattro stazioni sciistiche (due a Solda, una a Trafoi e una - estiva - sul passo dello Stelvio).

## Origini del nome
Il toponimo è attestato come Stilvis nel 1090 e come Stilfes nel 1290 e probabilmente ha un'origine preromana.
L'origine del toponimo è prelatina, e la forma italiana, che riproduce quella lombarda, rinvia a quelle documentate nel Medioevo dal 1090 in poi: "de Stilvis", "in Stilvis", come Stilfes nel 1290, fino a Stilvio o Stilvia del 1322.

## Storia
Poco frequentato perché troppo pericoloso, il suo territorio fu attraversato comunque da eserciti stranieri nei secoli XV e XVI, assumendo una limitata importanza durante le guerre della Valtellina.
Lo sviluppo ci fu, poi, nella prima metà dell'Ottocento quando, tra il 1820 e il 1825, per decreto di Francesco I d'Austria fu costruita la strada dello Stelvio, con evidenti fini militari. L'importanza strategica del territorio doveva confermarsi anche nel 1848, quando una colonna di volontari della Valtellina tenne il Passo per oltre quattro mesi, e fatti d'arme si ripeterono anche durante la prima guerra mondiale.
Nell'aprile del 1935 fu istituito il Parco nazionale dello Stelvio (Stilfserjoch Nationalpark). L'architettura di valore storico o artistico è quasi tutta di carattere religioso, fatta prevalentemente di chiesette nelle varie località, come quella costruita sul valico nel 1938, in prossimità del monumento eretto in occasione del centenario della costruzione della strada.
Una chiesa neoromanica si trova a Solda, mentre risale all'epoca del barocco la cappella in fondo alla valle di Trafoi, dove sorge l'antico santuario che probabilmente ha preso il posto di un luogo di culto pre-cristiano.

### Simboli
La stella è un antico simbolo legato al culto solare molto diffuso nell'area alpina detto "fiore della vita" e altrove chiamato "stella delle Alpi" o "rosa celtica" perché forse associato a riti druidici. Si usava durante la celebrazione del Klosn, una tradizione invernale di antichissime origini, che ha luogo nelle ore notturne, come sta ad indicare lo sfondo nero dello stemma. Lo stemma è stato adottato nel 1969.

## Monumenti e luoghi di interesse

### Architetture religiose
- Chiesa della Visitazione della Beata Maria Vergine, chiesa parrocchiale nella frazione di Trafoi;
- Chiesa di Santa Geltrude, parrocchiale nella frazione di Solda.

## Società

### Ripartizione linguistica
La sua popolazione è per la quasi sua totalità di madrelingua germanofona:
| %      | Ripartizione linguistica (gruppi principali) |
| ------ | -------------------------------------------- |
| 97,45% | madrelingua tedesca                          |
| 2,44%  | madrelingua italiana                         |
| 0,10%  | madrelingua ladina                           |

### Evoluzione demografica
Abitanti censiti

## Geografia antropica

### Frazioni
Il comune è costituito dalla sede comunale, Stelvio Paese, e dalle frazioni di Stelvio Masi, Gomagoi, Trafoi, Ponte Stelvio, Solda di Fuori, Solda, Passo dello Stelvio.

#### Gomagoi
Il piccolo abitato di Gomagoi è situato a 1.275 m s.l.m., ha circa 100 abitanti e sorge all'imbocco della Valle di Trafoi, verso il Passo dello Stelvio.
La località è attraversata dalla Strada Statale 38 dello Stelvio (SS 38), che si trova in posizione centrale all'interno del territorio comunale di Stelvio, alla biforcazione tra la Val di Solda e la Valle di Trafoi.
La posizione strategica della frazione è testimoniata dai resti del forte austroungarico del 1860, attraversati dalla strada statale, parte del cosiddetto sbarramento di Gomagoi, sistema di fortificazioni eretto a difesa dell'accesso alla Val Venosta attraverso il Passo dello Stelvio.
I dintorni di Gomagoi si prestano a escursioni a piedi o in bicicletta, oltre alla pratica della pesca sportiva nel laghetto, e a una visita alla riserva faunistica del Parco Nazionale dello Stelvio.
D'inverno le piste da sci di Solda e di Trafoi distano solo pochi minuti, mentre d'estate, raggiungendo il Passo dello Stelvio, è possibile praticare lo sci estivo.

#### Solda
A Solda ha sede Alla fine del mondo, uno dei musei del progetto Messner Mountain Museum, curato dallo scalatore altoatesino Reinhold Messner, il quale ha importato nel paese alcune specie di Yak.
Nella scuola elementare del paese è allestito il Museo per la regione dell'Ortles, una piccola esposizione dedicata all'Ortles e alla Prima Guerra Mondiale che qui vedeva opposti i fronti italiano e austriaco.
La località è famosa anche per i soggiorni estivi della Cancelliera tedesca Angela Merkel.

#### Trafoi
Trafoi è una frazione di Stelvio. Il suo nome deriva da una traslazione ladina di Tre fontane, che si trovano per l'appunto vicino a Trafoi, e si dice abbiano proprietà curativa. Le Tre Fontane Sante fanno parte di un santuario (eretto nel 1229), ma nell'antichità è stato studiato, i druidi celtici istruivano qui i loro successori.
A Trafoi è nato Gustav Thöni, uno dei più titolati sciatori nella storia di questo sport.

## Amministrazione

### Variazioni amministrative
Il comune di Stelvio è stato sottoposto nell'ultimo secolo, nella prima metà del Novecento, a un continuo mutamento storico, con ben sei variazioni amministrative:
- 16 ottobre 1920: il comune di Stelvio viene annesso all'Italia, a seguito del passaggio, alla fine della prima guerra mondiale, di tutta la Venezia Tridentina al Regno d'Italia, con la Legge n. 1322 del 26/09/1920;
- 12 gennaio 1927, il comune di Stelvio cambia provincia di appartenenza, passando dalla provincia di Trento a quella di Bolzano, come indicato nel Regio Decreto Legislativo n. 1 del 02/01/1927, pubblicato sulla Gazzetta Ufficiale n. 7 dell'11/01/1927;
- marzo 1929: il comune di Stelvio cessa di esistere. Viene istituito infatti il nuovo comune di Prato allo Stelvio (ted. Prad am Stilfser Joch), costituito con i territori dei comuni soppressi di Montechiaro (ted. Lichtenberg), Prato di Venosta (ted. Prad) e Stelvio (ted. Stilfs), con Regio Decreto n. 564 del 14/03/1929;
- 23 maggio 1953: ricostituzione del comune di Stelvio, a seguito del distacco del territorio dal comune di Prato allo Stelvio, il quale ultimo assume la nuova denominazione di Prato Venosta, in provincia di Bolzano, con L.R. n. 5 del 27/04/1953.

| Periodo | Periodo | Primo cittadino   | Partito | Carica  | Note |
| ------- | ------- | ----------------- | ------- | ------- | ---- |
| 2005    | 2010    | Josef Hofer       | SVP     | Sindaco |      |
| 2010    | 2020    | Hartwig Tschenett | SVP     | Sindaco |      |
| 2020    | 2025    | Franz Heinisch    | SVP     | Sindaco |      |